# Żyła głęboka okalająca biodro

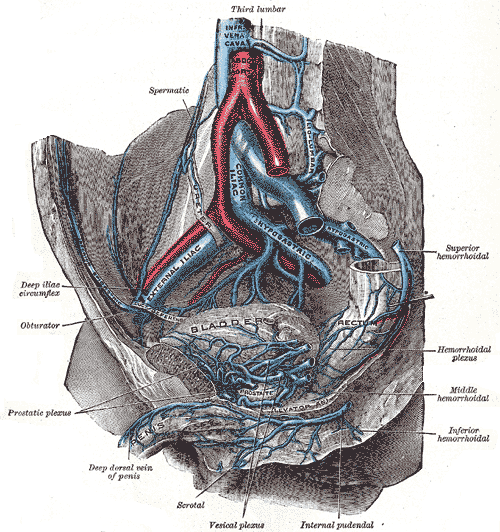
Żyły prawej połowy miednicy mężczyzny. Żyła głęboka okalająca biodro podpisana Deep iliac circumflex

Żyła głęboka okalająca biodro (łac. vena circumflexa ilium profunda) – w anatomii człowieka pień żylny zbierający krew z  mięśni brzucha, tworzący się z żył towarzyszących tętnicy głębokiej okalającej biodro i uchodzący do żyły biodrowej zewnętrznej.

## Przebieg
Żyła głęboka okalająca biodro na początku jest podwójna i splotowato otacza tętnicę głęboką okalającą biodro, a w odcinku końcowym pojedyncza. Biegnie od kolca biodrowego przedniego górnego bocznie ku przodowi i skośnie ku dołowi do więzadła pachwinowego i uchodzi do żyły biodrowej zewnętrznej.

## Dopływy
Żyła głęboka okalająca biodro nie ma dopływów.

## Odmiany
- może uchodzić do żyły nabrzusznej dolnej
- może uchodzić do żyły udowej[a]

## Zespolenia
- żyła biodrowo-lędźwiowa

## Zastawki
Żyła głęboka okalająca biodro posiada zastawki.